# Julius Bendix
Julius Bendix, född den 18 februari 1818, död den 7 september 1871, var en svensk tonsättare.
Bendix var verksam som musiklärare men framför allt som en synnerligen uppskattad arrangör för piano av operor och större orkesterverk. Bland hans tonsättningar märks salongsstycken för piano och tre sångspel.